# Partido Unión Nacionalista de Chile
Partido Unión Nacionalista de Chile (PUN/UN) fue un partido político chileno de ideología nacionalista y fascista. Fue fundado en 1943, por la fusión del Movimiento Nacionalista de Chile (MNCh), de los exmilitantes de la Vanguardia Popular Socialista (VPS) y de algunos grupos ibañistas que habían desertado de la Falange Nacional. Fue liderado por Juan Gómez Millas. Hasta 1945 contó con dos representantes en la Cámara de Diputados (Jorge González von Marées y Gustavo Vargas Molinare), electos originalmente por la VPS.
La derrota del Tercer Reich alemán en mayo de 1945 los dejó sin su mayor modelo inspirador, y el fascismo perdió la poca credibilidad que aún mantenía en algunos sectores de la sociedad. Por ello, el partido fue disuelto ese año, y varios de sus miembros se inscribieron en el Partido Agrario. En octubre de ese mismo año, parte de sus exmilitantes se reconstituyeron como movimiento para conformar el Partido Agrario Laborista (PAL).